# Народний тил
Народний Тил — громадська організація, волонтерське об'єднання, яке спрямовує свою діяльність на допомогу українським військовим, що беруть участь у збройному конфлікті з Росією. Одна з провідних таких організацій.

## Історія

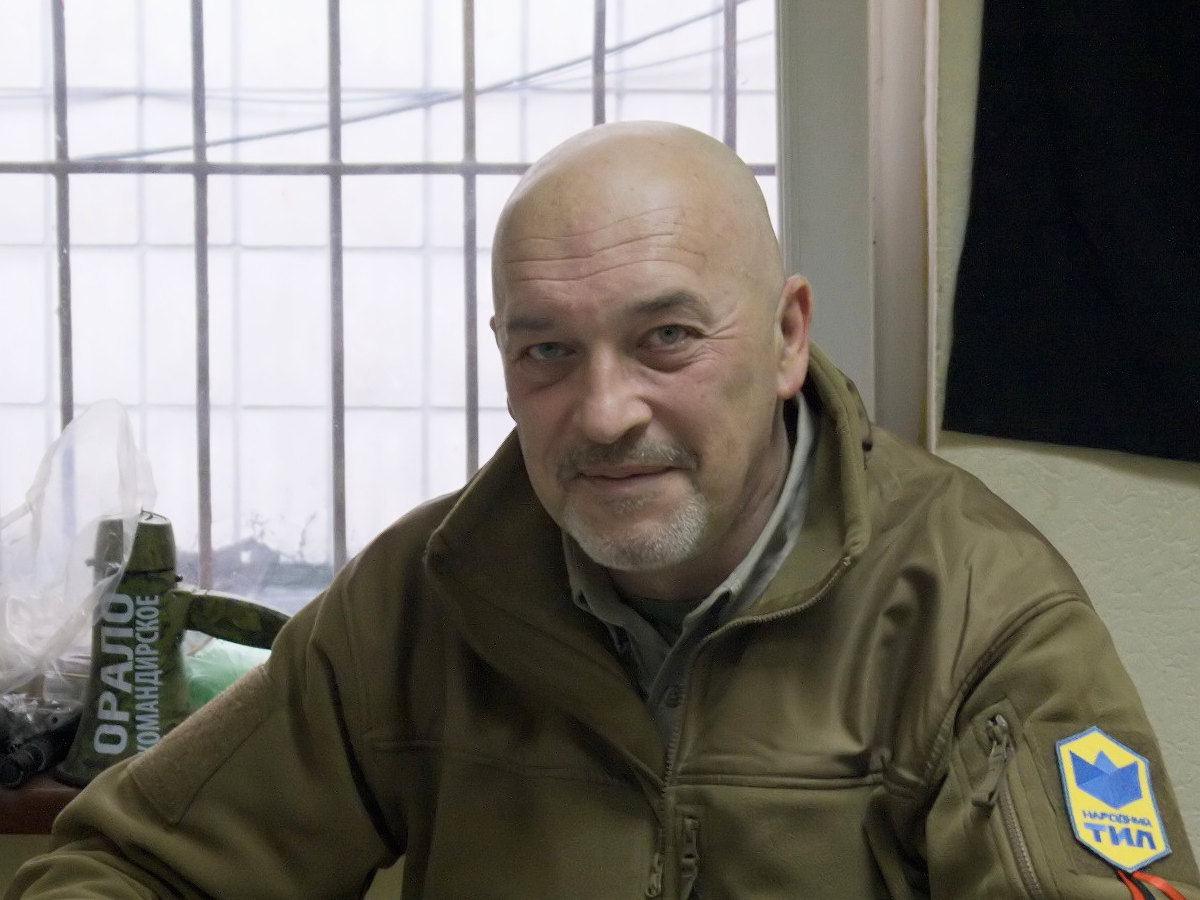
Георгій Тука — один із засновників та керівник об'єднання «Народний тил»

Волонтерською діяльністю майбутні засновники «Народного Тилу» почали займатися ще навесні 2014 року, під час подій в Криму. Допомога починалася з поповнення карток мобільного зв'язку військових і поступово переросла у широку підтримку військових Збройних сил України та добровольчих батальйонів. Станом на осінь 2014 року організація об'єднувала 30-40 волонтерів, які регулярно беруть участь у роботі об'єднання, а станом на березень 2017 — до 15.
В серпні 2014 року навколо назви «Народний Тил» виник конфлікт — цю назву збирався зареєструвати на себе політик та бізнесмен Лев Парцхаладзе. Після того, як волонтери висловили обурення, політик змінив назву своєї організації на «Народний Тил України». Зрештою, нова громадська організація отримала назву «Надійний Тил», на чому інцидент було вичерпано. В кінці серпня волонтерське об'єднання «Народний Тил» офіційно зареєструвалося як громадська організація.
20 грудня 2014 року з нагоди півріччя роботи Народного Тилу в офісі організації було проведено день відкритих дверей. Відвідувачі мали змогу ознайомитися з діяльністю різних підрозділів організації та зразками обладнання, задати запитання волонтерам.

## Діяльність

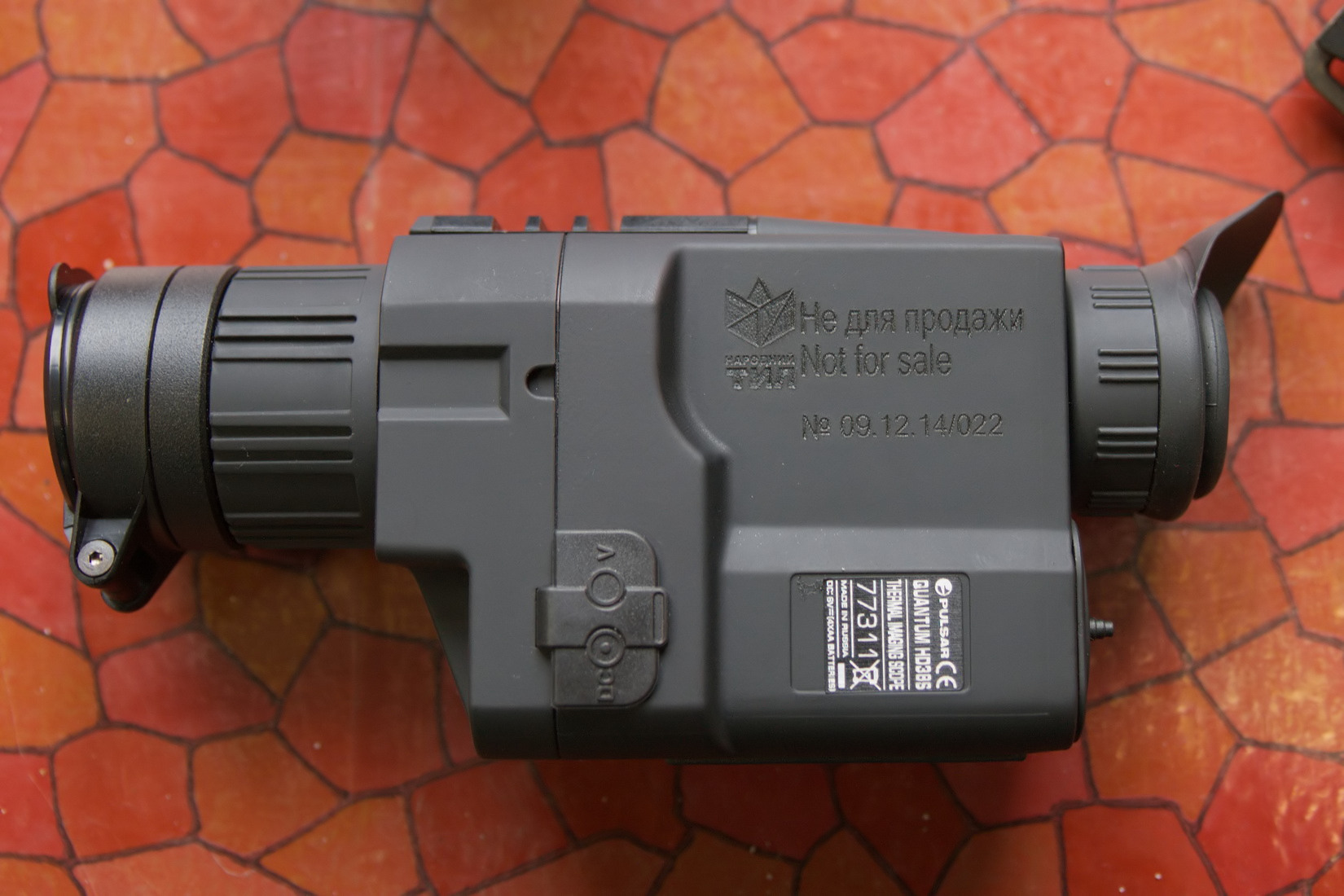
Тепловізор з маркуванням «Народного тилу»

Об'єднання «Народний Тил» забезпечує військових всім необхідним від одягу, камуфляжу, пічок-«буржуйок», касок, бронежилетів та індивідуальних аптечок до коліматорних та оптичних прицілів, тепловізорів, автомобілів-позашляховиків та обладнаних реанімобілів. Один з таких реанімобілів використовує «Ангел війни», волонтер-хірург Армен Нікогосян. Спільно з іншими волонтерськими проєктами об'єднання організовує виробництво розгрузок, підсумків, спальних мішків тощо. З поліпшенням державного забезпечення армії організація перестала постачати форму, бронежилети й каски і спрямувала кошти на потреби, які держава не задовольняє.
В серпні 2014 року волонтери «Народного Тилу» разом з «Сестрами Перемоги» розпочали проєкт по перекладу французького посібника з техніки ведення бою у міських умовах. До кінця року було надруковано 500 примірників цього 245-сторінкового посібника.
2014 року волонтери групи «Народний тил» створили сайт «Миротворець», на якому розміщено базу даних з інформацією про терористів. Завдяки цій базі на блок-постах затримують терористів та їх посібників; зібраною інформацією зацікавилися також спецслужби різних країн.
За перший рік роботи організація зібрала близько 40 млн гривень пожертв. Крім того, вона приймає негрошову допомогу, в тому числі веде збір продуктів у київських супермаркетах. Станом на липень 2015 військовим було передано, зокрема, 350 тонн продуктів, 164 тепловізори та понад 300 прицілів (про іншу допомогу див. нижче).
В міру збільшення обсягів роботи були створені окремі підрозділи:

### Медичний народний тил

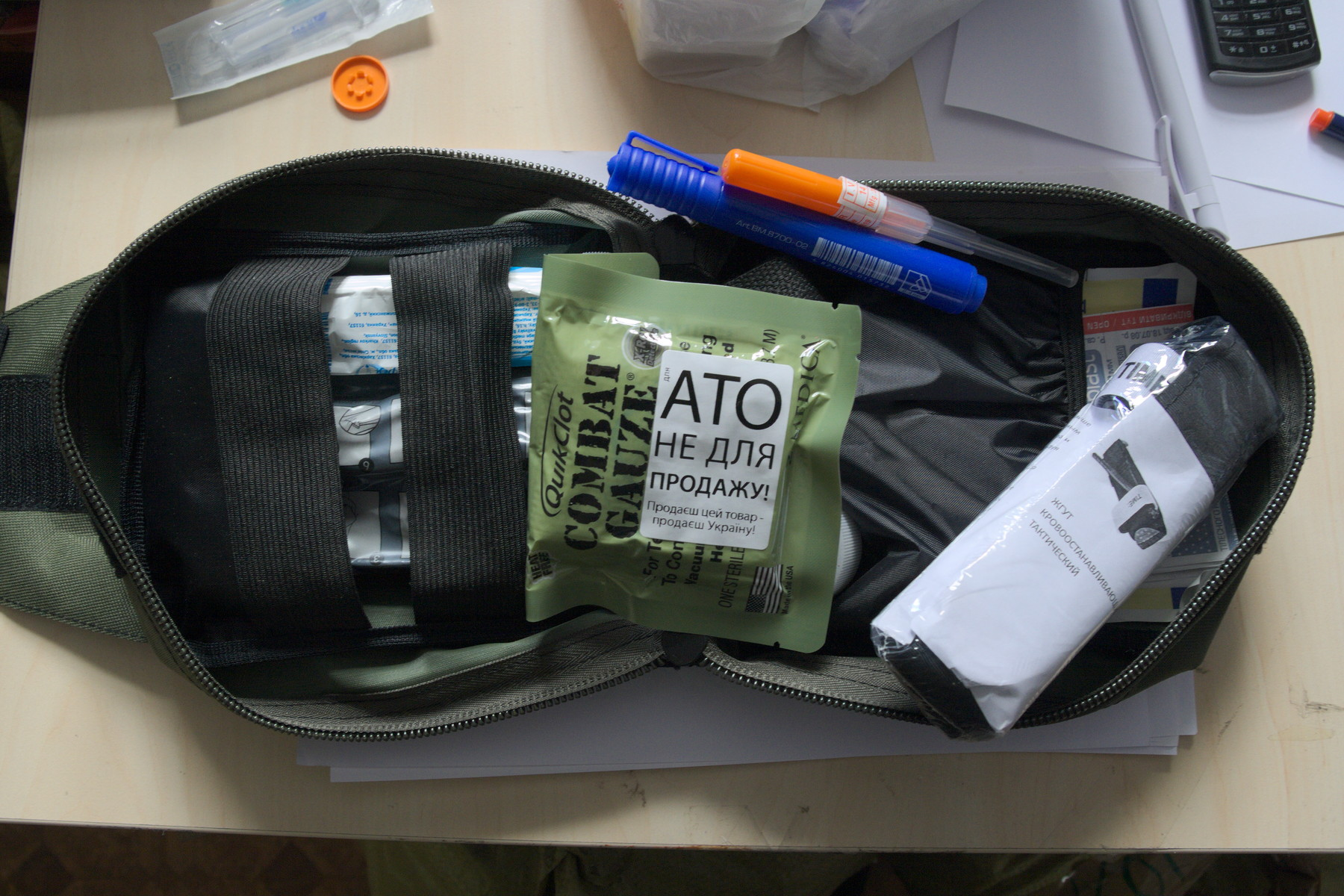
Індивідуальна аптечка «Народного тилу» з кровоспинним препаратом QuikClot

Медичний підрозділ передає бійцям як лікарські засоби загального призначення (протизапальні та жарознижувальні засоби, антибіотики), так і спеціалізовані індивідуальні аптечки, укомплектовані по стандарту НАТО. До складу аптечок входять антишокові препарати, кровоспинний засіб Celox, джгути-турнікети CAT (Combat-Application-Tourniquet), голка для пневмотораксу. Станом на жовтень 2014 року у війська було передано 3337 таких аптечок, на грудень — понад п'ять тисяч, а на вересень 2015 — 14 тисяч.

### Крила народного тилу
Проєкт забезпечує військові підрозділи безпілотними літальними апаратами для розвідки та коригування вогню. Волонтери збирають квадрокоптери з готових вузлів і проводять навчання майбутніх операторів. Станом на кінець 2014 року на передову було відправлено 13 апаратів, а станом на липень 2015 — вже 34, і було навчено понад 200 операторів.

### Колеса народного тилу
Проєкт «Колеса народного тилу» постачає автомобілі для розвідки, спецпідрозділів і медиків та забезпечує їх ремонт і оснащення. Позашляховики та мікроавтобуси переобладнують, бронюють та фарбують у захисний колір. За півріччя діяльності (станом на грудень 2014) підготовлено та передано 37 таких автомобілів та 5 машин швидкої допомоги. Станом на березень 2015 «Народний тил» передав військовим 59 машин, а на вересень — вже 104 (25 із яких отримав у подарунок). Чимало машин організація завозила з країн Європи. Станом на березень 2017 вона не завозить нові машини, але продовжує обслуговувати й оснащувати старі. Всього було завезено понад 120 позашляховиків.

### Планшети народного тилу
Проєкт «Планшети народного тилу» розпочав свою роботу в листопаді 2014 року з планшетних комп'ютерів, подарованих представництвом компанії ASUS в Україні. На планшети встановлюються карти, навігаційне та спеціальне програмне забезпечення, підручники з військової справи.

### «Діти Народного тилу» та «Сім'ї Народного тилу»
Це проєкти допомоги дітям та дружинам загиблих військових. Організація почала працювати з дітьми 2015 року, а 2016 відправила 150 дітей на відпочинок у Болгарію і 250 — у Карпати. У листопаді 2017 «Народний Тил» звітував про надання підтримки 253 матерям і 593 дітям за весь попередній час.

### Мистецький народний тил
В рамках цього проєкту проводяться аукціони з продажу картин відомих художників. Всі отримані від продажу мистецьких творів кошти йдуть на фінансування інших проєктів «Народного Тилу». Координатор проєкту — Тетяна Джафарова.

## Нагороди
Деякі волонтери об'єднання «Народний Тил» відзначені державними та відомчими нагородами:
- Тука Георгій Борисович — Орден «За заслуги» III ступеня (23 серпня 2014)[21];
- Балан («Сініцин») Роман Олександрович — Орден «За заслуги» III ступеня (23 серпня 2014)[21];
- Гук Ірина Олександрівна — Орден княгині Ольги III ступеня (4 грудня 2014)[22], медаль «За сприяння Збройним Силам України» (30 листопада 2016)[23], відзнака Президента України «Національна легенда України» (2023)[24];
- Федяй Наталя Олександрівна — Орден княгині Ольги III ступеня (4 грудня 2014)[22];
- Витвицька Катерина Володимирівна — Орден княгині Ольги III ступеня (5 травня 2015)[25];
- Гончарова Юлія Євгенівна — Орден княгині Ольги III ступеня (5 травня 2015)[25];
- Ковальська Юлія Ігорівна — Орден княгині Ольги III ступеня (5 травня 2015)[25];
- Бордун Іван Михайлович, Груленко Павло Валерійович, Мазепа Геннадій Святославович, Проскурняк Юрій Мирославович, Щербаков Дмитро Вікторович — Хрест Івана Мазепи (25 червня 2016)[26];
- Холодкова Інна Валеріївна — Хрест Івана Мазепи (04 березня 2016)[27];
- Лебедєва Ольга Миколаївна — Хрест Івана Мазепи (04 березня 2016)[27], медаль «За сприяння Збройним Силам України» (14 січня 2017)[28]

Одна з координаторів організації Ірина Гук була нагороджена Волонтерською премією «Євромайдану SOS» (30 листопада 2016).
У грудні 2022 організація отримала відзнаку «Варті» в номінації «Регулярна допомога» від компанії «Нова пошта»

## Оцінки
- За оцінкою експертів, опитаних Асоціацією благодійників України, за підсумками роботи у 2014 році «Народний тил» входить до числа благодійних і волонтерських організацій, які діють найбільш ефективно, публічно та прозоро[31].